# Knut I. Švédský
Knut I. Švédský (šv. Knut Eriksson, zemřel 1195/96) byl švédským králem v letech 1167–1195. Byl synem krále Erika Svatého a Kristiny Dánské.
Králem se stal v roce 1167, po desetiletém exilu, kdy převzal trůn po úkladně zavražděném Karlovi VII. Ihned začal boj o moc mezi Knutem a syny Sverkera I. Teprve od roku 1173 se Knut mohl nazývat králem celého Švédska.
V roce 1187 postavil na stockholmském ostrově hrad. Stavěl i další pohraniční opevnění, aby zemi ubránil před pohanskými nájezdy z baltských zemí. Po Knutově smrti roku 1195 či 1196 trůn převzal Sverker II.

## Potomci
Kolem roku 1160 se Knut oženil s ženou, jejíž jméno není známé, ale obvykle se identifikuje jako Cecílie Johansdotter. S ní pak měl čtyři syny a zřejmě jednu dceru.
Když v roce 1195 Knut zemřel, jeho synové (Jon, Joar, Knut a Erik) byli ještě děti. Díky vlivu mocného jarla Birgera Brosy byl králem zvolen Sverker II. z konkurenční dynastie Sverkerovců. Synové krále Knuta zůstali žít u dvora až do roku 1203, kdy obnovili své nároky na trůn.
V roce 1205 se bratři vrátili do Švédska s norskou podporou. V bitvě u Älgaråsu ale byli poraženi a tři z bratrů byli zabiti. V roce 1208 se však poslední z ních, Erik, znovu vrátil do Švédska s norskými jednotkami a Sverkera porazil v bitvě u Leny. Stal se králem jako Erik X.

### Přehled potomků
- Jon Knutsson (zabit v roce 1205 u Älgaråsu)
- Knut Knutsson (zabit v roce 1205 u Älgaråsu)
- Joar Knutsson (zabit v roce 1205 u Älgaråsu)
- Erik X. Knutsson († 1216)
- dcera, zřejmě Sigrid nebo Karin